# Crocidura grassei
Crocidura grassei је сисар из реда Soricomorpha.

## Угроженост
Ова врста је наведена као последња брига, јер има широко распрострањење и честа је врста.

## Распрострањење
Ареал врсте покрива средњи број држава. 
Врста има станиште у Камеруну, Централноафричкој Републици, Екваторијалној Гвинеји и Габону. Присуство у Републици Конго је непотврђено.

## Станиште
Станиште врсте су шуме.